# Down with the Clique
"Down with the Clique" är en R&B-låt framförd av den amerikanska tonårssångerskan Aaliyah, komponerad av R. Kelly för Aaliyahs debutalbum Age Ain't Nothing But a Number (1994). 
I "Down with the Clique" sjunger Aaliyah och R. Kelly till personer som är med i deras gäng (clique) eller personer som beundrar dem. Kontexten av ordet "down" refererar till den amerikanska slangfrasen "You down (with playin' ball?, go to the movies? etc.). I refrängen sjunger sångerskan "If you down with the clique lemme hear you say..I'm down with it". Låten valdes som skivans fjärde singel och gavs ut den 1 maj år 1995 i enbart Europa. Spåret tog sig som högst till en 33:e plats på Storbritanniens UK Singles Chart vilket gjorde den till Aaliyahs fjärde topp-fyrtio singel på den topplistan.
En musikvideo bestående både av nya  och gamla klipp från tidigare videor släpptes för att marknadsföra singeln. 

## Format och innehållsförteckning
- Brittisk CD-singel

1. "Down with the Clique" Madhouse Mix (Radio edit I)
2. "Down with the Clique" LP version
3. "Down with the Clique" Dancehall Mix
4. "Down with the Clique" Madhouse Mix (Radio edit II)
5. "Down with the Clique" Madhouse Mix (Instrumental)

- Brittisk "12-singel

1. "Down with the Clique" Madhouse Mix (Radio edit I)
2. "Down with the Clique" Madhouse Mix (Instrumental)
3. "Down with the Clique" Dancehall Mix
4. "Down with the Clique" Madhouse Mix (Radio edit II)

## Listor
| Lista (1994)                     | Topp Position |
| -------------------------------- | ------------- |
| Storbritanniens UK Singles Chart | 33            |